# Karl-Liebknecht-Schule (Moskau)
Die Karl-Liebknecht-Schule (russisch Немецкая школа им. К. Либкнехта) war eine deutschsprachige Grundschule für Kinder politischer Emigranten in Moskau. Sie bestand von 1924 bis 1938 und wurde 1932 nach Karl Liebknecht benannt, dem 1919 ermordeten Mitbegründer der Kommunistischen Partei Deutschlands.

## Die Anfänge der Schule
In den 1920er Jahren zogen viele deutschsprachige Menschen in die Sowjetunion, um dort beim Aufbau des Sozialismus zu helfen. Für deren Kinder wurde in Moskau eine deutsche Schule gegründet, die am 15. März 1924 unter dem Namen „Deutsche Arbeitsschule Erster Stufe Nr. 37“ ihre Arbeit aufnahm. Der Unterricht fand am Nachmittag statt, weil die Schule provisorisch in einer anderen Schule, der „Schule Nr. 63“, einer Einrichtung für geistig zurückgebliebene Kinder, untergebracht war. Im Oktober 1925 erfolgte der Umzug in ein weiteres Provisorium, eine Großwohnung, die teilweise auch noch als Wohnung genutzt wurde.
In den Anfangsjahren prägte die Schule eine eher bürgerlich-westliche Tradition. Unter der ab 1927 amtierenden Schulleiterin Elsa Weber bezog die Schule am 1. September 1928 ein eigenes Schulgebäude. Zugleich veränderte sich unter Webers Leitung die konzeptionelle Ausrichtung hin zu einer kommunistischen Eliteschule, was sich vor allem in der sich verändernden sozialen Zusammensetzung der Schülerschaft zeigte.
Im September 1932 wurde aus der „Einheitlichen Arbeitsschule Nr. 37“ die „Karl-Liebknecht-Schule“. Für damalige sowjetische Verhältnisse war das eine hohe Auszeichnung, da nur sehr wenige Schulen die Namen verdienter Persönlichkeiten tragen durften. Schulleiter wurde im gleichen Jahr der Reformpädagoge Helmut Schinkel, „der 1929 in die Sowjetunion übersiedelte und dort 1937 verhaftet wurde“. Bereits vor seiner Verhaftung war Schinkel 1934/1935 durch die Ungarin Sophie Krammer abgelöst worden.

## Die Schule der Emigrantenkinder
Die Schule erhielt weiteren Zuwachs, als nach der nationalistischen Machtergreifung in Deutschland und der damit einhergehenden Verfolgungen viele Kommunisten in die Sowjetunion emigrierten. Deren Kinder wurden ebenfalls in der Karl-Liebknecht-Schule unterrichtet, so auch Wolfgang Leonhard, der zu Beginn des Schuljahres 1935 dort eingeschult wurde. Seine Mutter Susanne Leonhard beschreibt die Situation der Schule zu diesem Zeitpunkt:

„Am 1. September beginnt in der Sowjetunion das neue Schuljahr. Für die deutsche Schule […] wurde 1935 ein neues schönes Gebäude auf der Kropotkinstraße gebaut, das am 31. August 1935 eingeweiht wurde. Jeder Schuljahrgang der Unter- und Mittelstufe hatte mindestens drei Parallelklassen, im ganzen wurde die Schule von 750 Schülern besucht. Es bestand Koedukation.“

Ergänzend hierzu beschreibt der damals vierzehnjährige Wolfgang Leonhard seinen ersten Tag an der Karl-Liebknecht-Schule:

„Ich meldete mich beim Direktor, dem Genossen Shelasko, um die Einschulungsformalitäten zu beenden. Die Einschulung war nicht leicht gewesen, da sich das sowjetische Schulsystem schon in seinem Aufbau erheblich vom Schulsystem anderer Länder unterscheidet. In der Sowjetunion beginnt die Schulpflicht erst mit dem 8. Lebensjahr, es gibt eine Einheitsschule, wobei die ersten 7 Klassen für alle obligatorisch sind, während die 8., 9. und 10. Klasse von jenen besucht werden, die an einer Hochschule oder Universität studieren wollen.“

Der weiterhin auf Deutsch gehaltene Unterricht basierte auf russischen Lehrbüchern, die wortgetreu in die deutsche Sprache übersetzt worden waren. Sie orientierte sich am Lehrplan der sowjetischen Einheitsschule für die ersten sieben Klassen. Die früheren Ansätze progressiver Pädagogik waren nun nicht mehr geduldet, der Schulalltag war streng geregelt, die Anforderungen hoch, und es gab eine sehr deutliche politische Ausrichtung in allen Fächern. Hinzu kam eine paramilitärische Ausbildung, die an die Stelle des Turnunterrichts getreten war, obligatorische Schießübungen vorsah sowie den Gebrauch von Gasmasken.
Susanne und Wolfgang Leonhard berichten übereinstimmend davon, wie sich das politische Klima der Stalinära auf den Schulalltag auswirkte, von der Angst der Schüler und der Lehrer, etwas zu sagen, was politische Fehldeutungen auslösen könnte, und von dem nie thematisierten plötzlichen Verschwinden einzelner Lehrer. Ebenso übereinstimmend bestätigen jedoch auch Wolfgang Leonhard und Markus Wolf, dass sie das aufgrund ihrer vorhergegangenen Sozialisation damals nicht beunruhigt habe. Und Wolf ergänzt:

„Man darf sich die Indoktrination damals in der Tat nicht als etwas für uns Unbequemes, Unangenehmes vorstellen. Das Positive überwog. Ich erinnere mich etwa, wie der Schriftsteller Wsewolod Wischnewski, ein enger Freund unseres Vaters, ein Held der Revolution und des Bürgerkrieges, meinen Bruder Konrad und mich in seiner Marine-Uniform mit auf die Tribüne auf dem Roten Platz nahm. Ein unglaubliches Erlebnis. Daß dabei Stalin zugejubelt wurde, gehörte einfach dazu.“

Die Karl-Liebknecht-Schule wurde Anfang 1938 geschlossen, weil es nun hieß, dass Schulen für nationale Minderheiten nicht mehr mit der offiziellen kommunistischen Parteilinie vereinbar seien. Die älteren Kinder, die die Klassen sieben bis acht besuchten, waren bereits am 1. September 1937 auf russische Schulen aufgeteilt worden.
Das gleiche Schicksal ereilte im Sommer 1939 auch das für sowjetische Verhältnisse komfortabel ausgestattete Kinderheim Nr. 6, in dem viele deutschsprachige Kinder, vorwiegend Kinder österreichischer Emigranten, lebten. Es handelte sich dabei überwiegend um die Kinder der „Schutzbündler“, der Teilnehmer am österreichischen Aufstand vom Februar 1934.

## Lehrer der Karl-Liebknecht-Schule
An der Schule waren viele emigrierte Lehrer tätig, darunter einige, die früher die von Fritz Karsen gegründete Karl-Marx-Schule in Berlin-Neukölln besucht hatten. Von März 1937 an wurde einer nach dem anderen verhaftet, schließlich auch der Schulleiter Shelasko und dessen Nachfolgerin Krammer. Nur von wenigen ist ihr weiteres Schicksal bekannt.
Natalia Mussienko und Alexander Vatlin berichten von 67 Lehrern, die an der Karl-Liebknecht-Schule unterrichtet haben. Von denen sollen die Folgenden aus schulreformerischen Kreisen gekommen oder praktizierende Reformpädagogen gewesen sein:
- Karl-August Strümpfel, ehemals Freie Schul- und Werkgemeinschaft in Letzlingen;
- Henry Friedag, ehemals Rütli-Schule in Berlin-Neukölln;
- Helmut Schinkel (* 14. Oktober 1902 in Kosten; † 31. Mai 1946 in einem NKWD-Lager), ebenfalls ehemalige Rütli-Schule in Berlin-Neukölln und davor Lehrer und Erzieher im Kinderheim Barkenhoff. Schinkel, 1932 Direktor der Karl-Liebknecht-Schule, wurde 1938 zu acht Jahren Arbeitslager verurteilt und ist dort 1946 gestorben. Nach Einschätzung von Natalia Mussienko und Alexander Vatlin erlebte „die Schule unter Schinkels Leitung 1932-1934 ihre Blütezeit“.[13]

Sieben Lehrkräfte hatten vor ihrer Einreise in die Sowjetunion keine pädagogischen Praxiserfahrungen erworben, kamen aber von reformorientierten Lehranstalten; fünf davon von der Karl-Marx-Schule in Berlin-Neukölln:
- Otto Knobel,
- Bruno Krömke, er hatte in Deutschland eine philosophische Dissertation nicht mehr abschließen können.[14] Krömke wurde nach seiner Verhaftung nach Deutschland ausgewiesen und wurde im KZ Oranienburg-Sachsenhausen inhaftiert, aus dem er 1938 entlassen wurde. Nach diversen Beschäftigungen wurde er zur deutschen Wehrmacht eingezogen und ist 1945 gefallen. 1989 wurde er in der Sowjetunion rehabilitiert.[15]
- Heinz Woidtke,
- Georg Gerschinski, Deutsch- und Geschichtslehrer,
- Heinz Lüschen, Geschichts- und Geographielehrer.

Über das Schicksal der Lehrer Lüschen und Gerschinski berichtet Margarete Buber-Neumann, die den beiden auf ihrem Transport nach Karaganda begegnete. Beide waren 1937 – zusammen mit Otto Knobel und Bruno Krömke – angeklagt worden, „eine konterrevolutionäre faschistisch-trotzkistische Gruppe […] gebildet und an ihr teilgenommen zu haben“. Sie wurden darauf zu fünf Jahren Lagerhaft in Kolyma in Nordsibirien verurteilt. Dort hat sie ein ehemaliger Direktor der Karl-Liebknecht-Schule, der ebenfalls in Kolyma einsaß, als Spione denunziert, wohl in der Hoffnung, dadurch für sich selber Hafterleichterungen zu erhalten. Die beiden wurden daraufhin zu neuen Verhören nach Moskau zurückgebracht, wo sie sieben Monate im NKWD-Gefängnis Butyrka verbringen mussten und gefoltert wurden. Danach erfolgte ihre Rückverlegung nach Kolyma, bei der sie zufällig Buber-Neumann begegneten. „Lüschen war siebenundzwanzig Jahre alt. Als ich sein Gesicht bei Tageslicht sah, wußte ich, daß er aufgegeben hatte …“
- Isolde Krömke kam von der Käthe-Kollwitz-Aufbauschule in Berlin-Neukölln.[18] Nach der Verhaftung ihres Mannes, Bruno Krömke, wurde sie entlassen und musste die Sowjetunion verlassen. Sie ging zunächst nach Berlin und lebte später in Bayern, wo sie 1963 starb.[19]
- Lieselotte Strümpfel, geb. Schiff, war Absolventin der Freien Schul- und Werkgemeinschaft in Letzlingen. Sie war die Schwester des von der NKWD hingerichteten Deutsche Zentral-Zeitung-Redakteurs Hans Schiff.

Über den größten Teil des Lehrpersonals gibt es keine oder nur sporadische Informationen:
- Georg Stieben, ein Wolgadeutscher,
- Alexander Stichling,
- Emmanuel Schnur,
- Erika Hoer,
- Otto Volkart, 1880–1960, Schweizer. Sein Nachlass wurde ursprünglich der von Theo Pinkus gegründeten Studienbibliothek zur Geschichte der ArbeiterInnenbewegung übergeben. 1999 gelangte er zusammen mit den übrigen Archivalien dieser Bibliothek in den Besitz der Zentralbibliothek Zürich: Nachlass des Schriftstellers Otto Volkart
- Schnur, Direktor der Schule um 1926,
- Elsa Weber, ab 1927 Leiterin der deutschen Schule, 1931 entlassen und Ausschluss aus der Kommunistischen Partei,
- Hermann Stielke, 1931–1934 Lehrer für Biologie, Chemie und Physik, 1937 zur Erschießung verurteilt,
- Fritz Niemand, 1933–1934 Lehrer für Militärwesen an der Schule, 1937 erschossen,
- Jolanta Kelen-Fried,
- Karl Zehetner, ehemaliger österreichischer Schutzbundkämpfer[20];
- Grete Birkenfeld,
- Dr. Franz Kaufmann, Lehrer für Mathematik, Chemie[21],
- Shelasko, vorletzter Direktor,
- Sophie Krammer, letzte Direktorin.

In den von Natalia Mussienko und Alexander Vatlin erstellten „Kurzbiographien ausländischer Lehrkräfte und pädagogischer Mitarbeiter/innen der Karl-Liebknecht-Schule“ finden sich häufig die Worte „verhaftet“, „erschossen“ oder „aus der Sowjetunion ausgewiesen“. Letzteres bedeutete nicht selten die Auslieferung an Nazi-Deutschland, und Verhaftungen hatten oft die Verbannung in Straflager zur Folge oder waren nur die Vorstufe zur Erschießung. Die spätere Rehabilitierung, die einigen zuteilwurde, hatte in den meisten Fällen nur noch symbolische Bedeutung.

## Bekannte Schüler
- Stefan Doernberg, deutscher Historiker und Diplomat
- Werner Eberlein, deutscher Politiker (SED/PDS)
- Juri Elperin, russisch-deutscher Übersetzer
- Peter Florin, deutscher Politiker (SED)
- Gregor Kurella, deutsch-russischer Biologe
- Marianne Lange-Weinert, Tochter von Erich Weinert
- Wolfgang Leonhard, deutscher Historiker, Sohn von Susanne Leonhard
- Hubert L’Hoste, deutscher „Vorzeige-Pionier“ in der Sowjetunion
- Max Maddalena junior, Sohn von Max Maddalena
- Moritz Mebel, deutscher Urologe
- Harry Schmitt, deutscher Kommunist
- Jan Vogeler, deutsch-russischer Philosoph und Hochschullehrer, Sohn des Malers Heinrich Vogeler
- Konrad Wolf und Markus Wolf, Söhne des Arztes und Schriftstellers Friedrich Wolf

Der stalinistische Terror machte auch vor den Schülern der Karl-Liebknecht-Schule nicht halt. Natalia Mussienko und Alexander Vatlin dokumentieren 50 „Opfer stalinistischer Repression unter den Schüler/innen“, weitere 5 Kinder wurden als „Kinder der Volksfeinde“ in NKWD-Kinderheimen untergebracht und eine unbekannte Anzahl wurde Opfer von Deportationen.